# Muhammad bin Scharifa
Mohamed Bencherifa (arabisch محمد بن شريفة, DMG Muḥammad bin Šarīfa; * 1930 in Laâtamna, Provinz El Jadida; † 22. November 2018 in Rabat) war ein marokkanischer Wissenschaftler und Universitätsprofessor. Er war Rektor der Universität Mohammed I. in Oujda, Marokko. Er war zudem Mitglied der Akademie des Königreichs Marokko (arabisch أكاديمية المملكة المغربية).
Er war einer der 138 Unterzeichner des offenen Briefes „Ein gemeinsames Wort zwischen Uns und Euch“, den Persönlichkeiten des Islam am 13. Oktober 2007 an die „Führer christlicher Kirchen überall“ (engl. „Leaders of Christian Churches, everywhere …“) sandten.